# Amt Jesberg
Das Amt Jesberg der Landgrafschaft Hessen-Kassel verwaltete die landgräflichen Besitzungen und Gerichte in der Umgebung von Jesberg im heutigen Schwalm-Eder-Kreis in Nordhessen. Es bestand als eigenständiges Justiz- und Rentamt von 1791 bis 1807 und erneut von 1814 bis 1821 und umfasste in dieser Zeit die Orte der beiden bereits bestehenden Gerichte Jesberg und Waltersbrück sowie eine Anzahl von Adelsdörfern im Löwensteiner Grund. 1821 ging es im neugebildeten Kreis Fritzlar auf.

## Geschichte

### Gericht Jesberg
Das Gericht Jesberg mit dem Dorf und der Burg Jesberg, dem Dorf Hundshausen und dem Hof Richerode war von 1241 bis 1586 kurmainzisch, kam dann 1583 zur Hälfte und 1586 zur Gänze durch Vertrag und Kauf an Hessen-Kassel und blieb – wie bereits zu kurmainzischer Zeit – bis 1721 in Pfandbesitz verschiedener Adelsgeschlechter. Mit dem Tod des Ludwig Eitel von Linsingen (1655–1721), Obervorstehers der vier Hohen Hospitäler in Hessen, fielen das Gericht und die dazugehörigen Besitzungen an Landgraf Karl heim, der es 1723 als Herrschaft Jesberg seinem Sohn Maximilian gab. Als dieser 1753 hochverschuldet und ohne Söhne starb, kam es zu einem 15 Jahre dauernden Konkursverfahren, bis das Gericht dann 1768 endgültig an Landgraf Friedrich II. kam. Es wurde zunächst dem Amt Borken zugeteilt, dann aber bereits 1770 dem Amt Schönstein unterstellt.

### Gericht Waltersbrück
Das Gericht Waltersbrück, bis dahin gemeinsamer Besitz der Herren von Löwenstein-Schweinsberg und von Gilsa, wurde im Jahre 1359 geteilt, wobei Zimmersrode und Gilsa an die Herren von Gilsa kamen. Das Gericht mit den Orten Waltersbrück, Bischhausen, Gerzhausen, Schlierbach, Ahausen, Glimmerode und Dorheim blieb hessisches Lehen derer von Löwenstein-Schweinsberg. Nach dem Tod des Franz Caspar von Löwenstein-Schweinsberg, dem letzten männlichen Spross dieses Familienzweigs, im Jahre 1644 wurde der Oberst und Geheime Rat Jakob von Hoff († 1671), Hofmarschall der Landgrafenwitwe und Regentin Amalie Elisabeth, durch Kauf und Belehnung Besitzer des Gerichts; die Ansprüche der weiblichen Nachkommen und Allodialerben derer von Löwenstein fand er in der Folge mittels erheblicher Geldzahlungen ab. Bis 1734 blieb das Gericht Waltersbrück in seiner Familie. Dann gelangte es durch Kauf an den landgräflichen Prinzen Georg von Hessen-Kassel und fiel nach dessen Tod im Jahre 1755 als erledigtes Lehen an Hessen-Kassel heim. Danach wurde das Gericht mit seinen vier nicht wüst gefallenen Dörfern (Waltersbrück, Bischhausen, Schlierbach und Dorheim) vom Amt Borken verwaltet.

### Amt Jesberg
Im Jahre 1791 wurden die Gerichte Jesberg (mit Jesberg, Hundshausen und dem Hof Richerode) und Waltersbrück (mit Waltersbrück, Bischhausen, Schlierbach und Dorheim) dem neugeschaffenen Amt Jesberg unterstellt, wobei diesem gleichzeitig auch das bisher zum Amt Schönstein gehörige Densberg sowie eine Anzahl mehrheitlich im Löwensteiner Grund gelegene und bisher zum Amt Borken gehörende Dörfer und Höfe zugeteilt wurden. Laut Landau waren dies Betzigerode, Brünchenhain, Elnrode, Gilsa, Oberurff, Niederurff, Reptich mit Wickersdorf, Schiffelborn, Wenzigerode, Zimmersrode und Zwesten. Im Jahre 1805 kam auch das kleine Dorf Strang vom Amt Borken zum Amt Jesberg.
Während der Zeit des kurzlebigen Königreichs Westphalen (1807 bis 1813) bildete das bisherige Amt Jesberg einen Teil des Kantons Jesberg im Distrikt Marburg des Departements der Werra. Nach dem Ende des Königreiches wurde die vorherige Verwaltungs- und Gerichtsstruktur wieder hergestellt.
In Vollziehung des Organisationsedikts vom 29. Juni 1821 des Kurfürstentums Hessen wurde die Rechtsprechung von der Verwaltung getrennt. Bezüglich der Verwaltungsfunktion wurde das Amt Jesberg mit den Ämtern Fritzlar und Gudensberg sowie Teilen der Ämter Borken und Homberg zum Kreis Fritzlar zusammengeschlossen. Gleichzeitig wurde das Amt Jesberg in Bezug auf die Rechtsprechung in das Justizamt Jesberg als Gericht erster Instanz umgewandelt, das die in der Tabelle genannten Ortschaften betreute.

## Zugehörige Orte
| Amt Jesberg, 1791 | Justizamt Jesberg, 1821 |
| --- | --- |
| 1. Jesberg 2. Betzigerode 3. Bischhausen 4. Brünchenhain 5. Densberg 6. Dorheim 7. Elnrode 8. Gilsa 9. Hundshausen, mit Hof Richerode 10. Nieder-Urff 11. Ober-Urff 12. Reptich, mit Wickersdorf 13. Römersberg 14. Schiffelborn 15. Schlierbach 16. Schloss Löwenstein 17. Strang (ab 1805) 18. Waltersbrück 19. Wenzigerode 20. Zimmersrode 21. Zwesten | 1. Jesberg 2. Betzigerode 3. Bischhausen 4. Brünchenhain 5. Densberg 6. Dorheim 7. Elnrode 8. Gilsa 9. Hundshausen, mit Hof Richerode 10. Nieder-Urff 11. Ober-Urff 12. Reptich, mit Wickersdorf 13. Römersberg 14. Schiffelborn 15. Schlierbach 16. Schloss Löwenstein 17. Strang 18. Waltersbrück 19. Wenzigerode 20. Zimmersrode 21. Zwesten |